# Отрадное (Выборгский район)
Отра́дное (до 1948 — Ро́нкаса́ари, фин. Ronkasaari) — посёлок в Селезнёвском сельском поселении Выборгского района Ленинградской области.

## Название
Согласно постановлению общего собрания рабочих и служащих подсобного хозяйства санатория ВЦСПС «Ронка» зимой 1948 года деревня Ронка (Ронкасаари) была переименовано в деревню Отрадное.
Переименование было закреплено указом Президиума ВС РСФСР от 13 января 1949 года.

## История

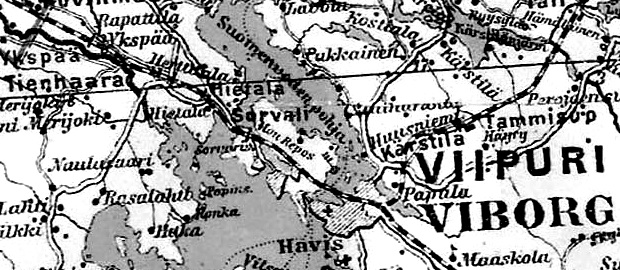
Деревня Ронка на финской карте 1923 года

В 1928 году население деревни составляло 167 человек. 
До 1939 года деревня Ронкасаари (Ронка) входила в состав Выборгского сельского округа Выборгской губернии Финляндской республики.
С 1 января 1940 года по 31 октября 1944 года — в составе Карело-Финской ССР.
С 1 августа 1941 года по 31 июля 1944 года — финская оккупация. 
С 1 ноября 1944 года в составе Тервайокского сельсовета Выборгского района.
С 1 октября 1948 года в составе Большепольского сельсовета.
С 1 января 1949 года учитывается административными данными как деревня Отрадное.
Согласно административным данным 1966, 1973 и 1990 годов посёлок Отрадное входил в состав Большепольского сельсовета.
В 1997 году в посёлке Отрадное Большепольской волости проживали 544 человека, в 2002 году — 464 человека (русские —82 %).
В 2007 году в посёлке Отрадное Селезнёвского СП проживали 419 человек, в 2010 году — 467 человек.

## География
Посёлок находится в западной части района на автодороге 41К-426 (подъезд к пос. Отрадное).
Расстояние до административного центра поселения — 6 км. 
Расстояние до ближайшей железнодорожной станции Пригородная — 5 км.
Посёлок находится на берегу Выборгского залива — бухта Отрадная.

## Демография
| 2007 | 2010 | 2017 | 2021 |
| ---- | ---- | ---- | ---- |
| 419  | ↗467 | ↘319 | ↘251 |

## Улицы
Балтийская, Выборгская, Кленовая, Летняя, Поселковая, Просторная, Сельская, Сиреневый переулок.